# Trnava (gmina Raška)
Trnava (cyr. Трнава) – wieś w Serbii, w okręgu raskim, w gminie Raška. W 2011 roku liczyła 219 mieszkańców.